# Marita Payne
Marita Payne-Wiggins (Barbados, 7 de outubro de 1960) é uma antiga atleta canadiana, especialista em corridas de 200 m e 400 metros. Ganhou duas medalhas de prata nas Olimpíadas de 1984, nas duas provas de estafetas 4 x 100 metros e 4 x 400 metros. Ainda hoje é recordista canadiana de 400 metros, com o tempo de 49,91 segundos, juntamente com Jillian Richardson.